# San Agustín Etla
San Agustín Etla es una localidad del estado mexicano de Oaxaca. Es cabecera del municipio de San Agustín Etla.

## Demografía
| Censo | Población |
| ----- | --------- |
| 1900  | 573       |
| 1910  | 559       |
| 1921  | 536       |
| 1930  | 840       |
| 1940  | 1229      |
| 1950  | 1673      |
| 1960  | 2389      |
| 1970  | 2206      |
| 1980  | 2315      |
| 1990  | 2819      |
| 1995  | 2900      |
| 2000  | 3090      |
| 2005  | 3150      |
| 2010  | 3708      |
| 2020  | 4166      |